# 新狭山
新狭山（しんさやま）は、埼玉県狭山市の町名。現行行政地名は新狭山一丁目から新狭山三丁目。郵便番号は350-1331。

## 地理
狭山市の北東部、新狭山駅周辺に位置する。北で川越市藤倉・かし野台と、北東で川越市南台と、東で青柳と、南で東三ツ木と、西で上奥富と、北西で下奥富と接する。東側の新狭山一丁目には川越狭山工業団地が造成されており、西側の二丁目・三丁目は新狭山駅を中心とした市街地・住宅地が形成される。北西辺を走る国道16号にはロードサイド店舗も見られる。

## 歴史

### 沿革
- 1966年（昭和41年）2月1日 - 狭山市大字上奥富、大字下奥富、大字東三ツ木、大字青柳の各一部と、川越狭山工業団地造成時に団地内に新設した道路を市の境界とした際に川越市から編入した大字山城、大字藤倉、大字大袋新田、大字増形、大字南大塚の各一部から新狭山一丁目〜三丁目が成立。

## 世帯数と人口
2017年（平成29年）9月1日現在の世帯数と人口は以下の通りである。
| 丁目         | 世帯数    | 人口    |
| ------------ | --------- | ------- |
| 新狭山一丁目 | 71世帯    | 131人   |
| 新狭山二丁目 | 2,122世帯 | 4,161人 |
| 新狭山三丁目 | 580世帯   | 988人   |
| 計           | 2,773世帯 | 5,280人 |

## 小・中学校の学区
市立小・中学校に通う場合、学区（校区）は以下の通りとなる。
| 丁目         | 番地   | 小学校               | 中学校             |
| ------------ | ------ | -------------------- | ------------------ |
| 新狭山一丁目 | 13〜19 | 狭山市立堀兼小学校   | 狭山市立堀兼中学校 |
| 新狭山一丁目 | その他 | 狭山市立新狭山小学校 | 狭山市立堀兼中学校 |
| 新狭山二丁目 | 全域   | 狭山市立新狭山小学校 | 狭山市立堀兼中学校 |
| 新狭山三丁目 | 全域   | 狭山市立新狭山小学校 | 狭山市立堀兼中学校 |

## 交通

### 鉄道
- 西武新宿線新狭山駅

### 道路
- 国道16号

## 施設
- 狭山市役所新狭山地区センター[5]
- 新狭山二郵便局
- 新狭山公園
- 中原公園
- 新狭山三ツ木公園
- 川越狭山工業団地
  - 本田技研工業狭山工場
  - ロッテ狭山工場
  - 全国酪農業協同組合連合会狭山工場
  - キッコーマンソイフーズ埼玉工場
  - ジェイテクト狭山工場
  - 吉田製薬新狭山事業所
  - 工進精工所狭山工場
  - NX商事狭山LSセンター
  - そごう・西武新狭山センター
  - 光村印刷狭山工場

### かつて存在した施設
- ロッテオリオンズ合宿所 - 1988年、浦和市に移転。
- 飯能信用金庫新狭山支店 - 2021年6月に狭山支店へ統合[6]。同年12月にATMコーナーも閉鎖された[7]。